# Grado de polimerización
El grado de polimerización: n indica cuántas unidades repetitivas se encuentran en un polímero. Se suele indicar esta cantidad con una n al final de los corchetes que indican la unidad monomérica.

No es posible indicar en la fórmula toda la cadena ya que la unidad se repite y n puede alcanzar valores del orden de miles, ejemplo: 

Por convención, se indica una sola vez la unidad monomérica, ejemplo: 

El peso Molecular de un polímero depende de su grado de polimerización de acuerdo con:
Peso Molecularpolímero = n * Peso molecularmonómero
Generalmente se utiliza el grado promedio de polimerización, ya que los polímeros habitualmente no presentan un grado constante sino que tienen una distribución variable de pesos moleculares y consecuentemente de grados de polimerización.
Las distribuciones más heterogéneas de grados de polimerización se obtienen a partir de polimerización por radicales libres, mientras que las más homogéneas provienen de la polimerización aniónica.